# Viorel Iordăchescu
Viorel Iordăchescu (ur. 20 kwietnia 1977 w Kiszyniowie) – mołdawski szachista, arcymistrz od 1999 roku.

## Kariera szachowa
Na arenie międzynarodowej pojawił się w 1992 r,. reprezentując barwy swojego kraju na  mistrzostwach Europy i świata juniorów do 16 lat. W niedługim czasie awansował do ścisłej czołówki mołdawskich szachistów. Pomiędzy 1994 a 2006 r. uczestniczył we wszystkich w tym okresie rozegranych siedmiu szachowych olimpiadach. Był również wielokrotnym reprezentantem Mołdawii na mistrzostwach Europy oraz świata juniorów w różnych kategoriach wiekowych (m.in. czterokrotnie w MŚ do 20 lat). Dwukrotnie wystąpił w pucharowych turniejach o mistrzostwo świata, w obu przypadkach awansując do II rundy: w 2000 r. pokonał Michele Godenę, ale przegrał z Siergiejem Mowsesianem, a w 2004 – zwyciężył Ivana Morovicia Fernandeza, ale uległ Siergiejowi Rublewskiemu. W 2003 r. zajął VII m. w rozegranych w Stambule mistrzostwach Europy.
Odniósł szereg sukcesów w turniejach indywidualnych, m.in.:
- 1993 – Odorheiu Secuiesc (turniej B, dz. II m. za Borysem Itkisem, wspólnie z Ilia Botwinnikiem i Wiktorem Komliakowem),
- 1996 – Drezno (dz. I m. wspólnie z Normundsem Miezisem, Jensem-Uwe Maiwaldem, Władimirem Czuczełowem, Edvinsem Kengisem i Ralfem Lauem),
- 1998 – Krasnodar (dz. III m. za Pawłem Tregubowem i Giennadijem Kuźminem, wspólnie z Michaiłem Brodskim),
- 1999 – Călimănești (II m. za Liviu-Dieterem Nisipeanu),
- 2000 – Bukareszt (memoriał Victora Ciocaltei, I m.), Mińsk (turniej strefowy, II m. za Wiktorem Bołoganem), Kijów (dz. I m. wspólnie z Jurijem Kruppą i Władimirem Bakłanem),
- 2001 – Porto San Giorgio (dz. II m. za Igorem Glekiem, wspólnie z Ivanem Zają(inne języki) i Giorgim Bagaturowem),
- 2002 – Naujac-sur-Mer (I m.), Lido Estensi (2002, dz. I m. wspólnie z m.in. Igorem Jefimowem i Nikoła Mitkowem), Wijk aan Zee (turniej Corus-C, III m. za Ianem Rogersem i Andrei Istrățescu),
- 2003 – Bukareszt – dwukrotnie (memoriał Victora Ciocaltei, I m. oraz turniej Revolution-December 1989, dz. I m. wspólnie z Constantinem Lupulescu), Vlissingen (dz. II m. za Rustamem Kasimdżanowem, wspólnie z Liviu-Dieterem Nisipeanu),
- 2004 – Dubaj (dz. II m. za Szachrijarem Mamediarowem, wspólnie z m.in. Magnusem Carlsenem, Pawłem Eljanowem, Krishnanem Sasikiranem, Pentalą Harikrishna i Jewgienijem Miroszniczenko),
- 2005 – Vlissingen (dz. I m. wspólnie z Friso Nijboerem, Danielem Stellwagenem, Susanto Megaranto i Erwinem l'Amim), Dubaj (dz. II m. za Wang Hao, wspólnie z m.in. Zhang Pengxiangiem, Bu Xiangzhim, Zacharem Jefimienko i Merabem Gagunaszwilim),
- 2006 – Calvi (I m.), Gałacz (dz. I m. wspólnie z Vasile Sanduleacem i Mihailem Marinem),
- 2007 – Reggio Emilia (2006/07, I m.),
- 2008 – Neptun (dz. III m. za Siergiejem Tiwiakowem i Jean-Pierre Le Roux, wspólnie z Mariusem Manolache).

Najwyższy ranking w karierze osiągnął 1 stycznia 2012 r., z wynikiem 2651 punktów zajmował wówczas 2. miejsce (za Wiktorem Bołoganem) wśród mołdawskich szachistów.